# Roques de Totlomón
Les Roques de Totlomón és una muntanya de 1.810 metres que es troba al municipi de Queralbs, a la comarca catalana del Ripollès.